# LNG Esports
LNG Esports là 1 tổ chức thể thao điện tử chuyên nghiệp Trung Quốc có trụ sở tại Tô Châu. LNG Esports được biết đến với cái tên Snake Esports từ khi thành lập vào năm 2013 cho đến khi được công ty Li-Ning mua lại vào năm 2019.
Đội tuyển Liên Minh Huyền Thoại LNG Esports thi đấu tại giải đấu League of Legends Pro League (LPL), giải đấu Liên Minh Huyền Thoại chuyên nghiệp đỉnh cao nhất tại Trung Quốc. LNG chơi các trận đấu trên sân nhà tại Trung tâm thể thao điện tử quốc tế Dương Trừng ở Tô Châu.